# Sub domnia terorii
Sub domnia terorii: Aventurile unui tânăr din Westminster (titlu original: In the Reign of Terror: The Adventures of a Westminster Boy) este un roman de ficțiune istorică de G. A. Henty publicat în 1888. Romanul urmărește aventurile lui Harry Sandwith, un băiat din Anglia trimis să locuiască cu marchizul de St. Caux în timpul apogeului Revoluției Franceze.

## Rezumat
Harry Sandwith, un băiat englez de șaisprezece ani, este trimis să locuiască în Franța cu marchizul de St. Caux, un prieten al unui nobil francez pe care tatăl lui Harry l-a servit cândva. Marchizul este impresionat de sistemul englezesc de școlarizare și crede că cei doi fii ai săi, Ernest și Jules, vor beneficia de influența și prietenia unui băiat englez independent și bărbătesc. Harry, care este un elev nedistins, mediu la Westminster School, este dornic de oportunitatea de a trăi în Franța, ceea ce crede că îi va crea oportunități mai mari atunci când se va alătura armatei britanice. Harry pleacă la Paris în 1790 cu intenția de a trăi cu familia St. Caux în următorii doi-trei ani.
Harry este escortat la castelul marchizului de lângă Dijon. Îi întâlnește pe marchiz și pe soția sa, împreună cu cei doi fii ai lor, Ernest și Jules, și trei fiice, Marie, Jeanne și Virginie. Marchizul este impresionat de încrederea și stăpânirea de sine a lui Harry într-un mediu atât de necunoscut, dar restul familiei nu este convins și râd de manierele ciudate și aspectul aspru. Atitudinea lor se schimbă, însă, după ce Harry reușește să omoare un câine turbat care le atacă pe Jeanne și Virginie. Încep să-l accepte pe Harry ca membru al familiei, iar Harry și Ernest devin prieteni apropiați, vânând și aventurându-se împreună și chiar reușind să-l omoare pe Lupul diabolic care a terorizat mult timp comunitățile din jurul castelului.
În anii vieții lui Harry la castel, Revoluția Franceză continuă să progreseze în toată țara. Ca membru al nobilimii franceze, marchizul și familia sa sunt loiali regelui Ludovic al XVI-lea și sunt profund tulburați de violența și tulburările tot mai mari din Paris și mediul rural. După ce familia regală încearcă fără succes să fugă din Paris, marchizul decide să mute familia St. Caux la Paris pentru a-l sprijini pe rege și pentru a evita neliniștea crescândă a țăranilor care trăiesc în mediul rural.
Situația din Paris continuă să se deterioreze și în curând se dă un ordin de arestare pentru toți membrii familiilor nobiliare. Marchizul și marchiza se supun arestării, dar le spun copiilor lor să evadeze, trimițându-i pe Ernest și Jules din Paris pentru a merge în Anglia și ascunzându-le pe fete împreună cu fosta asistentă a marchizei, Louise Moulin. Harry este liber să se întoarcă în Anglia, dar alege să rămână la Paris pentru a avea grijă de fete și pentru a le ajuta să fugă în Anglia dacă este nevoie.
Harry încearcă să găsească o modalitate de a-i elibera pe marchiz și marchiză, dar este prea târziu. În ziua Masacrele din Septembrie, prizonierii din Paris sunt aduși pentru procese simulate și executați sistematic, inclusiv marchizul și marchiza de St. Caux. Victor de Gisons, logodnicul Mariei care a rămas la Paris pentru a avea grijă de ea, își vede tatăl scos la judecată și se înfurie. Harry reușește să-l doboare și să-l ducă departe, ajutat de un parizian simpatic care îl aduce pe Victor înapoi acasă.
Victor îndurerat și fără simțuri rămâne alături de salvatorii săi, Jacques și Elise Medart. Harry le informează pe fete despre moartea părinților lor. El descoperă curând că Ernest și Jules au fost uciși amândoi în drum spre Anglia, dar decide să nu le spună deocamdată fetelor nimic. Curând după aceea, Marie este prinsă în piață de Lebat, fiul primarului din Dijon, care o arestează ca fiică ascunsă a unui nobil.
Harry este disperat să găsească o modalitate de a o salva pe Marie. El reușește să-i trimită o scrisoare, dar crede că este puțin probabil să reușească s-o elibereze din închisoare. Ea îi răspunde și îi scrie că Lebat s-a oferit să o elibereze cu condiția să se căsătorească cu el, ceea ce ea refuză.
Într-o seară, Harry salvează un bărbat care era bătut pe stradă. Bărbatul se dovedește a fi Maximilien de Robespierre, un conducător radical al Revoluției, care promite că nu va uita serviciul curajos al lui Harry. Văzând asta ca pe o oportunitate de a se folosi de Robespierre pentru a o elibera pe Marie, Harry acceptă să fie secretarul acestuia. După câteva luni descoperă că Marie urmează să fie judecată și executată în curând și că Louise și fetele sunt suspectate. El îi cere lui Robespierre să o elibereze pe Marie ca rambursare a datoriei sale, dar Robespierre refuză. Curând după aceea, Lebat îi cere lui Robespierre să o elibereze pe Marie, deoarece aceasta a fost de acord să se căsătorească cu el și el știe că este prietenă a Revoluției. Robespierre este de acord și în acea noapte Harry profită de ocazie pentru a-l ucide pe Lebat și pentru a o salva pe Marie cu scrisoarea de eliberare semnată de Robespierre.
Harry călătorește la Nantes cu Louise și fetele, în timp ce Marie rămâne la Paris cu Victor, care își revine încet. La sosirea lor în Nantes, Harry se luptă să găsească o navă care să-i ducă în Anglia. Louise, slăbită de călătoria lungă și dificilă, se îmbolnăvește curând și moare. Jeanne aranjează să treacă în Anglia cu un pescar pe nume Adolphe, soțul Marthei Pichon, o femeie al cărei copil Jeanne l-a ajutat să-și revină din boală. Înainte de a putea face aranjamentele, însă, Jeanne și Virginie sunt arestate. Harry le salvează de la înecare în râu împreună cu ceilalți prizonieri și găsesc un căpitan de încredere care să-i ducă în Anglia.
Ei ajung cu bine în Anglia, iar Harry se reunește cu familia lui, care îl credea mort de mult în violența Revoluției. Câțiva ani mai târziu, Harry se căsătorește cu Jeanne după ce promovează examenele medicale și se alătură cabinetului tatălui său. Virginie se căsătorește cu unul dintre frații lui Harry, Tom, iar fetele și soții lor călătoresc mai târziu înapoi în Franța pentru o scurtă perioadă de timp pentru a rămâne cu Marie și Victor, care, după ce au luptat în armata franceză condusă de Napoleon, cumpără castelul care a aparținut cândva marchizului de St. Caux.

### Personaje principale
- Harry Sandwith – Protagonistul, Harry este un tânăr englez trimis să locuiască cu familia St. Caux, o familie de aristocrați francezi. În apogeul Revoluției Franceze, el le ajută pe Jeanne și Virginie, cele două fiice cele mai mici ale lui St. Caux, să evadeze în Anglia.
- Dr. și doamna Sandwith – părinții lui Harry Sandwith. Harry devine medic și se alătură cabinetului tatălui său.
- Marquis și Marquise de St. Caux – Părinții St. Caux, care sunt bogați aristocrați francezi. Ambii sunt uciși în timpul masacrelor din septembrie.
- Marie de St. Caux – Fiica cea mai mare a lui St. Caux. Marie alege să rămână la Paris cu logodnicul ei, Victor, în timp ce surorile ei și Harry fug în Anglia.
- Jeanne de St. Caux – Fiica mijlocie a lui St. Caux. Jeanne și Harry se căsătoresc în Anglia după ce Harry devine medic.
- Virginie de St. Caux – Cea mai mică fiică a lui St. Caux. Virginie se căsătorește cu fratele lui Harry, Tom.
- Ernest de St. Caux – Cel mai mare fiu al lui St. Caux. Ernest și Harry devin buni prieteni în timp ce Harry locuiește cu familia St. Caux. El și Jules sunt uciși în timp ce încercau să fugă din Franța.
- Jules de St. Caux – Cel mai mic fiu al familiei St. Caux. Jules încearcă să fugă din Franța cu Ernest, dar ambii băieți sunt uciși.
- Victor de Gisons – logodnicul Mariei de St. Caux. După ce el și Marie se căsătoresc, Victor cumpără castelul care a aparținut familiei St. Caux.

## Context literar și istoric
A fost publicat în 1888 de Blackie and Son⁠(d), o editură din Glasgow, Scoția și Londra, Anglia. A fost publicat la aproape un secol după evenimentele revoluției franceze, iar în prefața sa Henty afirmă că scopul romanului nu este „de a oferi cunoștințe istorice, pentru faptele vremurilor îngrozitoare când „teroarea” supremă domnea în Franța, fapte care sunt bine cunoscute tuturor băieților educați”. El a dedicat romanul „Dragilor mei băieți”, o practică obișnuită în romanele de aventuri pentru băieți și în special în textele lui Henty. La fel ca multe dintre romanele de aventuri istorice ale lui Henty, Sub domnia terorii subliniază importanța moralei britanice și încurajează băieții tineri să fie curajoși și virtuoși.

## Gen și stil

### Genuri
- Historical Fiction Sub domnia terorii este unul dintre peste o sută de romane de ficțiune istorică scrise de G. A. Henty, care este considerat a fi „cel mai popular scriitor englez de ficțiune istorică pentru băieți din secolul al XIX-lea”.[2] Aceste romane combină genul popular de ficțiune de aventură cu decoruri și evenimente istorice, scriind din perspectiva unui protagonist care trăiește o anumită perioadă istorică. De obicei, ficțiunea istorică funcționează pe o licență artistică care permite o anumită abatere de la detaliile unui cadru istoric, cu condiția ca evenimentele și figurile istorice să nu fie modificate prea dramatic. Viața și experiențele lui Harry în Franța sunt plasate pe fundalul Revoluției Franceze. Narațiunea descrie evenimente și figuri importante ale Revoluției, inclusiv masacrele din septembrie, înecurile de la Nantes și Robespierre.
- Ficțiune de aventură Romanul face parte din subgenul mai larg și popular al ficțiunii de aventură pentru băieți din secolul al XIX-lea. G. A. Henty a fost printre primii scriitori care au popularizat genul pentru copii; ca o mare parte din lucrările acestui gen, Sub domnia terorii este un roman pentrtu băieți și scris din perspectiva unui băiat. Ficțiunea de aventură britanică a perioadei și stilului a promovat frecvent naționalismul britanic și Imperiul și a servit ca un manual al moralei și valorilor culturale britanice. Harry, ca protagonist, este „franc și pragmatic” și „întruchipează virtuți liberale ale curajului și realizării individuale”.[2] El este poziționat ca o imagine idealizată a copilăriei britanice: nobil, virtuos, inteligent și autosuficient. Convențiile genului prezente în roman includ aventurile din copilărie pe care Harry le trăiește în timp ce locuiește la castelul St. Caux, salvările curajoase și rapide ale fiicelor St. Caux în timp ce le ajută să fugă în Anglia și comentariul despre structurile de clasă franceze și britanice precum și superioritatea masculinității și forței britanice.

### Stil
Romanele de aventuri istorice ale lui Henty au fost scrise în principal pentru copii, ceea ce se reflectă în stilul său simplist de scriere și narațiunea simplă. Intriga, deși uneori complexă și detaliată, se bazează pe o acțiune constant înainte, presărată cu scurte introspecții ale personajul principal. Deși multe personaje sunt ucise violent în roman, relatările sunt în primul rând la mâna a doua, iar Henty descrie evenimentele cu puține detalii. Romanul se concentrează în primul rând pe curajul, autodeterminarea și curajul lui Harry, iar evenimentele din roman se concentrează pe luptele și aventurile sale îndrăznețe.

## Teme

### Naționalism
La fel ca multe dintre textele lui Henty, Sub domnia terorii subliniază naționalismul britanic și ridică în derâdere națiunea franceză ca fiind slabă, frivolă și lipsită de forță și independență masculină. Romanele lui Henty prezintă adesea tineri protagoniști care „își păstrează caracterul britanic mulți ani după ce au părăsit Marea Britanie și familiile lor”. Harry, ca reprezentant al culturii britanice, este onest, curajos, tenace și hotărât în fața greutăților. Romanul descrie Revoluția Franceză în termeni extrem de negativi și conservatori, subliniind violența și haosul din ce în ce mai mare și introducând numeroase personaje secundare care urăsc Revoluția și susținătorii ei. Susținătorii Revoluției sunt înfățișați ca fiind însetați de sânge și scăpați de sub control, iar națiunea franceză în ansamblu se spune că a înnebunit, în timp ce Marea Britanie este un simbol puternic al forței imperiale. Romanele de aventuri ale lui Henty „au fost examinate de un număr de istorici, toți fiind de acord că cărțile sale reflectau și întăreau sentimentele imperiale”, iar naționalismul este o temă comună în opera sa.

### Copilărie și masculinitate
Harry Sandwith este poziționat ca modelul copilăriei britanice, combinând puterea fizică și duritatea masculină cu curaj, modestie și integritate. Harry se angajează în mai multe aventuri băiețești în timp ce locuiește la castelul St. Caux: el sare eroic în ajutorul Jeannei și Virginiei când sunt atacate de un câine turbat, iar el și Ernest reușesc să-l omoare pe Lupul diabolic, un lup monstruos care trăiește în pădurile din Dijon. Marchizul de St. Caux afirmă că speră că fiii săi vor „căpăta ceva din independența bărbătească de gândire și acțiune care îi distinge pe băieții englezi”, iar Harry este adesea descris în contrast cu identitatea mai rafinată și, prin urmare, feminizată a lui Ernest. Temele copilăriei și masculinității sunt, de asemenea, legate de temele naționaliste ale romanului, iar poziția sa de salvator masculin al fiicelor lui St. Caux poate fi interpretat ca națiunea britanică curajoasă care salvează Franța de ea însăși în timpul sângeroasei și haoticei Revoluții. Acest accent pe masculinitate și triumfurile copilăriei este ceva obișnuit în romanele lui Henty, iar „cititorii contemporani și criticii ulteriori deopotrivă s-au concentrat pe eroii băieți ai lui Henty, aventurile lor în locuri îndepărtate, succesele inevitabile, ascensiunea în Imperiu și întoarcerea lor triumfală în Anglia”.

### Diferențe de clasă
Romanul comentează diferențele dintre structurile britanice și cele franceze ale clasei sociale. Familia St. Caux face parte din nobilimea franceză, în timp ce Harry este fiul unui medic și membru al unei familii numeroase care se confruntă adesea cu dificultăți financiare în îngrijirea tuturor copiilor. Contrastul dintre clasele sociale britanice și franceze este adesea abordat direct: sistemul francez de clasă este mai profund și mai strict divizat decât britanicii, care sunt descriși ca având diferențe de clasă mai puțin distincte. Și în contextul istoric al Revoluției Franceze, animozitatea dintre aristocrație și țărănimea franceză este evidentă – o mare parte din familia St. Caux este ucisă din cauza statutului lor aristocratic. Harry, el însuși un băiat englez din clasa de mijloc, „simpatizează cu țărănimea asuprită, dar încearcă să-și protejeze familia adoptivă nobilă franceză de teroare”.  Tema diferențelor de clasă este încordată de retorica naționalistă: tatăl lui Harry afirmă că „starea vastului corp al națiunii franceze a fost teribilă” și că Anglia, în contrast, „ne-a oferit de mult libertățile”.

## Recepție
Sub domnia terorii a fost bine primit la vremea sa și este una dintre cele mai populare lucrări ale lui Henty. Recenziile contemporane au fost pozitive: The Saturday Review scrie: „Se poate spune că Harry Sandwith, băiatul de la Westminster, bate recordul domnului Henty. Aventura lui îi va încânta pe băieți prin îndrăzneala și pericolul pe care le descriu. Povestea este una dintre cele mai bune ale domnului Henty," și Birmingham Post⁠(d) spune: "Dificultățile și pericolele pe care le întâmpină Harry scot în evidență calitățile eroice și statornice ale unei naturi curajoase... Este o carte admirabilă pentru băieți". Astăzi, romanele istorice ale lui Henty sunt populare în rândul copiilor de la școală, datorită accentului pus pe curaj, integritate, modestie și patriotism. De asemenea, sunt adesea criticate pentru „imperialismul lor sincer, rasismul nedisimulat și patriotismul șovinist”.